# Јово Иванишевић
Јован Иванишевић (1861—1889) је био црногорски композитор из Доњег Краја у Цетињу у Црној Гори. Као млад показао је изузетан музички таленат, а најпознатији је по компоновању савремене химне Кнежевине Црне Горе и Краљевине Црне Горе, Убавој нам Црној Гори. Умро је док је био студент на Прашком конзерваторијуму: док се клизао на Влтави, лед се под њим разбио и утопио се.